# اله‌کاج
اَله‌کاج، روستایی است از توابع بخش دشت‌سر شهرستان آمل در استان مازندران ایران.

## جمعیت
این روستا در دهستان دشت‌سر شرقی قرار دارد و براساس سرشماری مرکز آمار ایران در سال ۱۳۸۵، جمعیت آن ۹۶ نفر (۲۵خانوار) بوده‌است. مردم اله کاج از قومیت طبری هستند که ریشه آن به قوم آمارد و قوم تپوری می‌رسد. مردم اله کاج به زبان طبری (مازندرانی) و گویش آملی سخن میگویند. واژه «اَله» در زبان طبری به معنای عقاب می‌باشد.